# Bitwa pod Coronelem
Bitwa pod Coronelem – bitwa morska podczas I wojny światowej, stoczona 1 listopada 1914 roku pomiędzy okrętami brytyjskimi i niemieckimi u wybrzeży Chile.
Pierwsze miesiące wojny marynarka brytyjska (Royal Navy), z pomocą japońską, spędziła polując bezskutecznie na niemiecką Wschodnioazjatycką Eskadrę Krążowników admirała grafa von Spee, prowadzącą działania rajderskie przeciwko żegludze na Pacyfiku. Eskadra ta przed wojną stacjonowała w Qingdao w Chinach, skąd wyruszyła na Pacyfik po przystąpieniu Japonii do wojny po stronie Ententy. Brytyjczycy dowiedzieli się na początku października z przechwyconej korespondencji radiowej, że admirał Spee planuje zwalczać żeglugę na głównych szlakach komunikacyjnych wzdłuż zachodniego wybrzeża Ameryki Południowej.
W tym czasie rejon Ameryki Południowej patrolowała brytyjska Eskadra Zachodnich Indii pod dowództwem kontradmirała Christophera Cradocka, składająca się z dwóch krążowników pancernych HMS „Good Hope” (okręt flagowy Cradocka, uzbrojony w 2 działa kaliber 234 mm i 16 dział 152 mm) i HMS „Monmouth” (uzbrojony w 14 dział 152 mm), krążownika lekkiego HMS „Glasgow” i krążownika pomocniczego „Otranto” (przebudowanego statku pasażerskiego). Zespołu Cradocka nie można było nazwać nowoczesnym ani szczególnie silnym i z pewnością nie był równorzędnym rywalem przeciw eskadrze Spee, składającej się z dwóch krążowników pancernych SMS „Scharnhorst” i SMS „Gneisenau”, uzbrojonych w 8 dział 210 mm i 6 dział 150 mm każdy oraz 3 krążowników lekkich; wszystkie te okręty były względnie nowoczesne. Niemniej jednak, Cradock miał rozkaz odnaleźć i walczyć ze Spee.
18 października 1914, admirał Spee, dowiedziawszy się o obecności samotnego krążownika „Glasgow”, wypłynął całą eskadrą z Valparaiso z zamiarem zniszczenia go. Cradock, świadomy przewagi zespołu Spee, czekał w międzyczasie w nadziei na otrzymanie posiłków. Ostatecznie Admiralicja wysłała dla niego jedynie krążownik pancerny HMS „Defence” i stary pancernik (przeddrednot) HMS „Canopus”. „Defence” nie dotarł jednak do Cradocka przed nieoczekiwanym rozpoczęciem bitwy, a „Canopus” był zbyt wolny i z tej przyczyny nie mógł brać udziału w poszukiwaniach zespołu krążowników.
Decydując, że nie może dłużej czekać na opóźnione posiłki, Cradock postanowił wypłynąć z Wysp Falklandzkich do ustalonego punktu spotkania z wysłanym na zwiad krążownikiem HMS „Glasgow”, w pobliżu miasta Coronel. 28 października Pierwszy Lord Admiralicji Winston Churchill wydał Cradockowi z Londynu rozkazy instruujące go do wstrzymania się do czasu otrzymania możliwego wsparcia ze strony marynarki japońskiej. Sporne jest, czy Cradock otrzymał te instrukcje, w każdym razie wkrótce potem nakazał swojej eskadrze przybrać szyk do ataku.
Cradock otrzymał wiadomość, ponownie przez przechwycony 31 października sygnał radiowy, że SMS „Leipzig”, najwolniejszy krążownik lekki we flocie Spee, znajdował się w tym rejonie. Natychmiast skierował swoją eskadrę na północ w celu odcięcia go, lecz zamiast tego następnego dnia około godziny 16.30 znalazł się w obliczu całej eskadry niemieckiej.

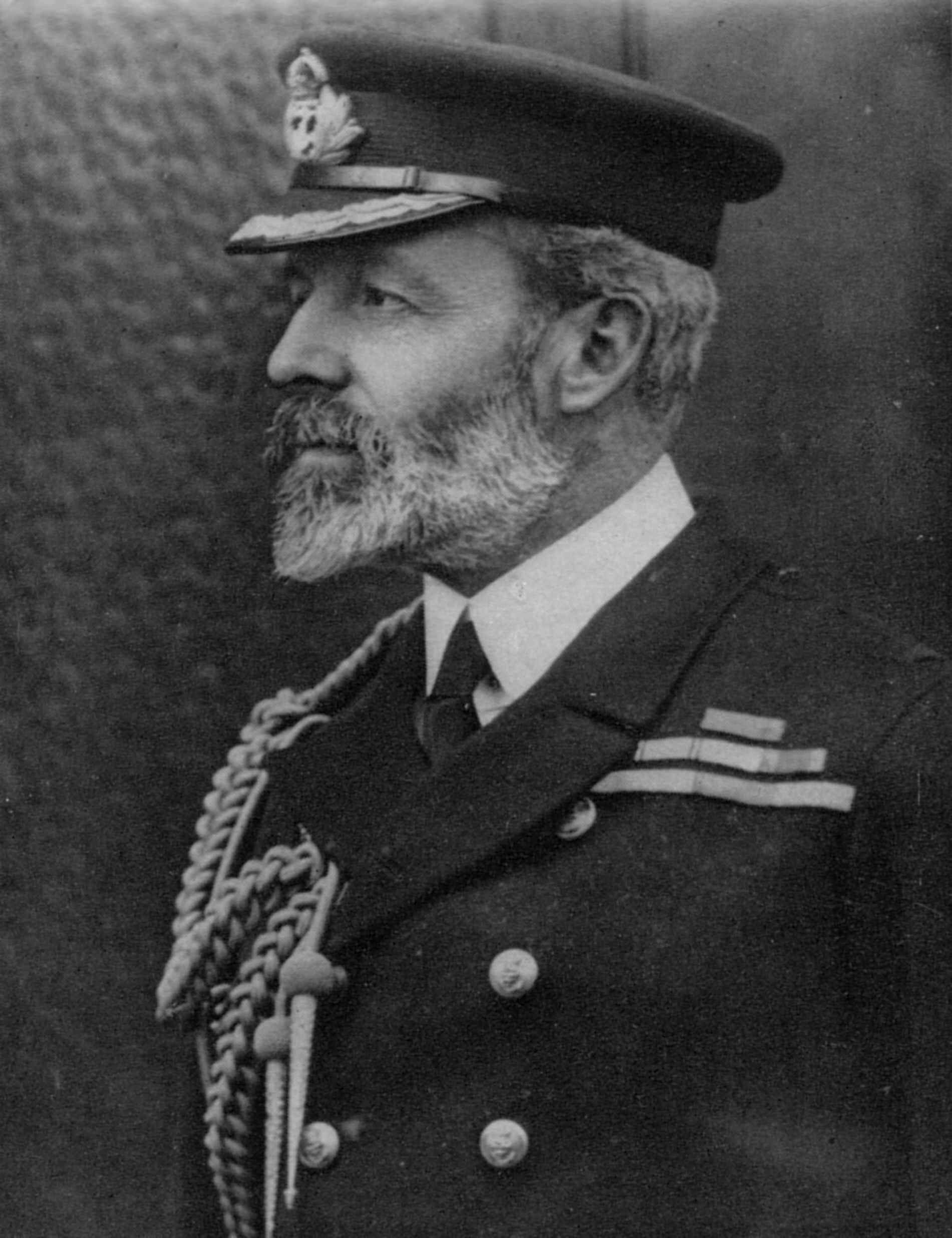
Kontradmirał C.G.F. Cradock, dowódca eskadry brytyjskiej w bitwie pod Coronelem

Na tym etapie brytyjski zespół prawdopodobnie mógł jeszcze uciec płynąc w kierunku HMS „Canopus”, znajdującego się około 300 mil na południe; w nadciągającym zmroku Spee prawdopodobnie straciłby kontakt z brytyjską eskadrą. Zamiast tego Cradock zdecydował pozostać i walczyć, jednakże nakazał „Otranto” odłączyć się i uciec (na jego determinację niewątpliwie wpływało postawienie zarzutów przeciwko jego przyjacielowi kadm. Troubridge’owi, który nie zdecydował się na podjęcie walki ze znacznie silniejszym krążownikiem liniowym „Goeben”, doprowadzając do jego ucieczki).
W związku z trudnymi warunkami morskimi (na niekorzyść Brytyjczyków) Spee podjął decyzję, by wycofać swoje szybsze okręty spoza zasięgu dział Brytyjczyków. Około godziny 19.00, kiedy okręty Cradocka stały się dobrze widoczne na tle zachodzącego słońca, wydał rozkaz rozpoczęcia ostrzału. Trzecia salwa „Scharnhorsta” trafiła „Good Hope”, uszkadzając jego działo dziobowe. Po dalszej walce artyleryjskiej, o 19.50 „Good Hope” eksplodował, wkrótce po nim zatonął również płonący „Monmouth”. Oba krążowniki zatonęły z całą załogą – łącznie prawie 1600 ofiar, wliczając w to admirała Cradocka. „Glasgow” i „Otranto” zdołały uciec, pomimo tego, że „Glasgow” otrzymał 5 trafień. Okręty Spee doznały również lekkich uszkodzeń i po bitwie powróciły do Valparaiso, witane owacyjnie ze strony mieszkającej tam populacji niemieckiej.
Gdy wieści o unicestwieniu zespołu Cradocka dotarły do Admiralicji w Londynie, szybko podjęto decyzję o zebraniu i przerzuceniu silnego zespołu pod dowództwem admirała Fredericka Sturdee. Zespół ten został wysłany w celu zniszczenia eskadry admirała Spee, co też udało mu się dokonać w bitwie pod Falklandami 8 grudnia 1914.